# マリオ・バルガス・リョサ
ホルヘ・マリオ・ペドロ・バルガス・リョサ（Jorge Mario Pedro Vargas Llosa, 1936年3月28日 - 2025年4月13日）は、ペルーの小説家。アレキパ出身。ラテンアメリカ文学の代表的な作家でありジャーナリスト、エッセイストでもある。主な作品に『都会と犬ども』『緑の家』『世界終末戦争』など。1976年から1979年、国際ペンクラブ会長。2010年ノーベル文学賞を受賞。

## 経歴
1936年、ペルー南部のアレキパに生まれる。生活のためにさまざまな職業につきながらリマの国立サンマルコス大学にて法律、文学を学ぶ。1958年よりスペインのマドリード・コンプルテンセ大学に入学、同大学で博士号を取得した後はパリに渡りAFP通信社などで働いた。また19歳のとき10以上年上の義理の叔母と結婚しており、1964年に彼女と離婚したのち、翌年に従兄妹にあたる女性と再婚している。
1959年、短編集『ボスたち』でデビュー。1963年に初長編『都会と犬ども』を発表し、同作でビブリオテーカ・ブレーベ賞を受賞。軍人養成学校での体験をもとに社会の欺瞞と腐敗を告発した作品で、将校が反発して本を焼却するなどして国際的な注目を浴びた。1966年、ペルーのアマゾン地域などを舞台に娼婦、原住民、軍、僧院など5つの物語が同時進行するスケールの大きな作品『緑の家』を発表し作家的地位を確立。70年代に入ってからは、それまでのリアリズムによる全体小説的な作風がいくぶん変化し、軍隊社会を風刺したユーモラスな作品『バンタレオン大尉と女たち』（1973年）、スラップスティックな半自伝的青春小説『フリアとシナリオライター』（1977年）などを発表している。この2作はのちに映画化もされた。
1974年、ペルーに帰国。1976年に40歳の若さで国際ペンクラブ会長に就任し、1979年まで務めた。1981年、ブラジルの19世紀末のカヌードスの乱を題材にしたエウクリデス・ダ・クーニャ『奥地』（1902年、ブラジル）をリライトした『世界終末戦争』を発表、この作品で85年にリッツ・パリ・ヘミングウェー賞を受けた。以後は民話の要素を作品に取り入れた『密林の語り部』（1987年）、ポルノグラフィックな『継母礼讃』（1988年）などを発表。1993年にスペイン国籍を取得。1994年に『アンデスのリトゥーマ』などの作品で、スペイン語圏最大の文学賞セルバンテス賞を受賞した。バルガス・リョサはこのほかにガルシア・マルケスやフローベールを題材にした文芸批評やジャーナリズムの作品も手がけている。
他の多くのラテンアメリカ作家と同様に、バルガス・リョサもまた社会・政治に対する発言を積極的に行なっている。その政治思想は当初の左翼的なものから次第に保守的・自由主義なものに移っており、1987年にはガルシア政権の銀行国有化政策に対し共産主義的だとして反対を表明した。1990年には新自由主義的な改革を唱道する考えから、中道右派連合「民主戦線」よりペルーの大統領選に出馬したが、決選投票でアルベルト・フジモリに敗れている。その後バルガス・リョサは穏健的保守政党の支持にまわっており、2021年大統領選挙においても中道右派のケイコ・フジモリの支持を表明した。
2010年、「権力構造の地図と、個人の抵抗と反抗、そしてその敗北を鮮烈なイメージで描いた」としてノーベル文学賞を受賞。1982年のガルシア・マルケスの受賞以来、長年の間有力候補とされ続けて後の受賞であった。ペルー国籍のノーベル賞受賞は史上初である。
2021年、アカデミー・フランセーズ会員に選出された。2010年から会員への立候補は75歳未満が条件となっているが、特例として認められた。フランス語で執筆していない作家としては初の選出である。ノーベル文学賞受賞者の会員はフランソワ・モーリヤック以来となる。
2025年4月13日（現地時間）、リマで死去。89歳没。

## 家族
- 父・Ernesto Vargas Maldonado (1905 - 1979)  ‐ 航空会社の無線技士。リマ出身。リョサが生まれる数か月前に妻と別居し、ドイツ人女性との間に2子。1946年に妻と復縁。リョサが文学に傾倒するのを嫌ってリョサを軍人学校の寄宿舎に入れる。
- 母・Dora Llosa Ureta (1914 - 1995) ‐ アレキパ出身。夫と別れた後、子連れでアレキパの実家で暮らし、1937年に一家全員でボリビアのコチャバンバに移住。祖父が農場管理の仕事で家計を支えていたが、1945年に親戚のホセ・ブスタマンテ・イ・リベロ（es:José Luis Bustamante y Rivero）がペルーの第33代大統領に当選したことにより、一家でペルーに戻り、祖父が知事職を得たピウラで祖父とリョサと3人で暮らす。翌年夫と復縁し、リョサを連れてリマに転居。
- 妻・ フリア(es:Julia Urquidi Illanes, 1926 - 2010） ‐ 1955年結婚、1964年離婚。コチャバンバ生まれのボリビア人。ラパス市長室儀典長やボリビア大統領夫人の私設秘書を務めた。リョサの小説『フリアとシナリオライター』の登場人物であるフリア叔母さんのモデル。リョサとは親戚でもあり、フリアの姉の夫がリョサの伯父。リョサがフリアの姪と不倫し離婚、1983年にリョサとの結婚生活について著書『Lo que Varguitas no dijo（パルギタスが言わなかったこと）』を出版。
- 妻・パトリシア（Patricia Llosa Urquidi, 1945 - ） ‐ 1965年結婚、2016年離婚。前妻フリアの姪でリョサのいとこ。
- 内妻・イサベル・プレイスラー（es:Isabel Preysler, 1951 - ） ‐ 2016年より2022年まで内縁関係にあり、妻として公式の場に登場していた[5]。フィリピン人ソーシャライト。前夫にフリオ・イグレシアス、スペイン貴族の第5代グリニョン侯爵カルロス・ファルコ、ミゲル・ボジェール。
- 長男・アルバロ（1966 - ）‐スペイン侯爵(2011年にリョサがフアン・カルロス1世 (スペイン王)より授与された爵位を相続）。リョサとパトリシアの子。
- 母方従弟・ルイス・リョサ ‐ 映画監督
- 姪・クラウディア・リョサ ‐ 映画監督

## ガルシア＝マルケス殴打事件

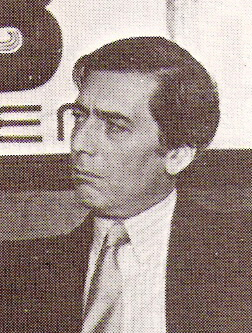
40代の頃のバルガス・リョサ。1981年

バルガス・リョサとガルシア＝マルケスは1960年代半ばにバルガス・リョサがガルシア＝マルケスについての論文を書き、対面を求めて以来親交があった。1976年2月12日、バルガス・リョサ夫妻とガルシア＝マルケス夫妻はメキシコ国立芸術院で開かれた試写会で偶然出会った。ガルシア＝マルケスが挨拶をしようと近づくとバルガス・リョサは突然ガルシア＝マルケスの顔にパンチを食らわし、ガルシア＝マルケスは倒れ、割れた眼鏡の破片で出血した。
原因については、政治的立場の対立と言われたが、友人らによるとバルガス・リョサの妻パトリシアを巡る行き違いが発端という。バルガス・リョサ夫妻が旅行中にリョサが他の女性と懇ろになったため、パトリシアは一人帰宅しガルシア＝マルケス夫妻に事の次第を話した。その際、ガルシア＝マルケスがパトリシアに離婚を勧め、思わせぶりな発言をしたとパトリシアが誤解、バルガス・リョサと復縁後そのことをバルガス・リョサに告げたため、バルガス・リョサが焼きもちからガルシア＝マルケスを殴ったのが真相という。なお、両者は2007年に和解している。
事件の翌日、ガルシア＝マルケス夫妻は友人のカメラマンを訪ね、目の縁が痣で黒く変色したガルシア＝マルケスの顔を撮影させた。ガルシア＝マルケス自身は写真を公にすることはなかったが、2007年にカメラマンが公開した。2019年にはこの事件が『Boom. Historia de un puñete』のタイトルでコミック化された。

## 受賞歴
- 1962年 - ビブリオテーカ・ブレーベ賞
- 1986年 - アストゥリアス皇太子賞
- 1993年 - プラネータ賞
- 1994年 - セルバンテス賞
- 1995年 - エルサレム賞
- 1996年 - ドイツ書籍協会平和賞
- 2008年 - チーノ・デル・ドゥーカ世界賞
- 2010年 - ノーベル文学賞

## 作品

### フィクション

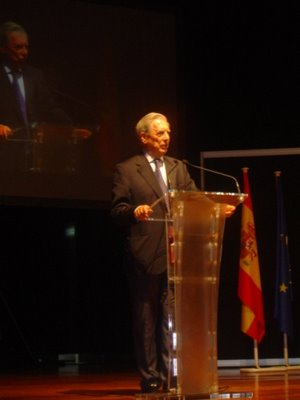
2007年のバルガス・リョサ

- Los cachorros  (1959) 
（鈴木恵子・野谷文昭訳『小犬たち／ボスたち』国書刊行会〈ラテンアメリカ文学叢書〉 1978年）
　「小犬たち」は『ラテンアメリカ五人集』（集英社文庫、新版2011年7月）にも収録
　「ボスたち　Los jefes」は処女短篇集、「小犬たち　Los cachorros」は、8年後（1967）に書かれた中篇。
映画化「The Cubs」(1973) Jorge Fons監督 ホゼ・アロンソ主演（日本未公開）

- La ciudad y los perros (1963) 
（杉山晃訳『都会と犬ども』新潮社 1987年、新版2010年）
　（寺尾隆吉訳『街と犬たち』光文社古典新訳文庫 2022年6月）
　映画化「La ciudad y los perros」（The City and the Dogs）（1985）フランシスコ・J・ロンバルディ監督　ホゼ・ワタナベ、バルガス・リョサ脚本　パブロ・セラ主演（日本未公開）

- La casa verde (1966) 
（木村榮一訳『緑の家』新潮社 1981年→改訳版：新潮文庫 1995年→岩波文庫（上下） 2010年8月）
- Conversación en La Catedral (1969)
 （桑名一博・野谷文昭訳『ラ・カテドラルでの対話』集英社〈世界の文学30〉 1979年→集英社〈ラテンアメリカの文学17〉 1984年）
　（旦敬介訳 『ラ・カテドラルでの対話』岩波文庫（上下） 2018年6月・7月）
- Pantaleón y las visitadoras (1973)
 （高見英一訳『パンタレオン大尉と女たち』新潮社 1986年）
　映画化「囚われの女たち」(2000)（日本：劇場未公開・DVD化）、「Pantaleón y las visitadoras」（1975）
 ホゼ・マリア・グティエレス・サントスとバルガス・ジョサ自身の手で映画化
- La tía Julia y el escribidor (1977)
（野谷文昭訳『フリアとシナリオライター』国書刊行会：文学の冒険 2004年→河出文庫 2023年9月）
　映画化「ラジオタウンで恋をして」（1990）キアヌ・リーブス主演
- La guerra del fin del mundo (1981) 
（旦敬介訳『世界終末戦争』新潮社 1988年、新版2010年→改訂版：岩波文庫(上下) 2025年7-8月）
- Historia de Mayta (1984)
（寺尾隆吉訳『マイタの物語』水声社 2018年）
- ¿Quién mató a Palomino Molero? (1986)
（鼓直訳『誰がパロミノ・モレーロを殺したか』現代企画室〈ラテンアメリカ文学選集〉1992年）
- El hablador (1987)
（西村英一郎訳『密林の語り部』新潮社 1994年→改訂版：岩波文庫 2011年10月）
- Elogio de la madrastra (1988) 
（西村英一郎訳『継母礼賛』福武書店 1990年→改訂版：中公文庫 2012年10月）
- Lituma en los Andes (1993)
（木村榮一訳『アンデスのリトゥーマ』岩波書店 2012年11月）
- Los cuadernos de don Rigoberto (1997) 
（西村英一郎訳『官能の夢　ドン・リゴベルトの手帖』マガジンハウス 1999年→改訂版：中公文庫 2012年12月）
- La Fiesta del Chivo (2000)　
（八重樫克彦・由貴子訳『チボの狂宴』作品社 2010年12月）
映画化「The Feast of the Goat」（2005）、ルイス・ジョサ監督、イザベラ・ロッセリーニ主演（日本未公開）
ドミニカ共和国の独裁者トゥルヒーリョの暗殺計画を描く。
- El Paraíso en la otra esquina (2003) 
（田村さと子訳『楽園への道』河出書房新社〈世界文学全集02〉 2008年→河出文庫 2017年）
- Travesuras de la niña mala (2006) 
（八重樫克彦・八重樫由貴子訳『悪い娘の悪戯』作品社 2011年12月）
- El sueño del celta（2010）
（野谷文昭訳『ケルト人の夢』岩波書店 2021年10月）
- El héroe discreto（2013）
（田村さと子訳『つつましい英雄』河出書房新社 2015年）
- Cinco esquinas（2016）
（田村さと子訳『シンコ・エスキーナス街の罠』河出書房新社 2019年）
- Tiempos Recios（2019）
 (久野量一訳『激動の時代』作品社 2025年8月)
- Le dedico mi silencio（2023）

### ノンフィクション
- García Márquez: historia de un deicidio (1971) 
 (dissertation at the publication was ceased in the mid-1970s)

『ガルシア・マルケス論　神殺しの物語』（寺尾隆吉訳、水声社、2022年）
　マルケスとの共著『疎外と叛逆　ガルシア・マルケスとバルガス・ジョサの対話』（寺尾隆吉訳、水声社、2014年） 
　他に、マドリード・コンプルテンセ大学で講義した作家論「ガルシア＝マルケス　アラカタカからマコンドへ」
　 鼓直訳で『世界の文学38　現代評論集』、299-314頁に収録（集英社 1980年）
- La orgía perpetua: Flaubert y "Madame Bovary"（1975）
 『果てしなき饗宴　フロベールと「ボヴァリー夫人」』（工藤庸子訳、筑摩書房〈筑摩叢書〉 1988年）
- Contra viento y marea 1  (1983)
- Contra viento y marea 2  (1986)
- La verdad de las mentiras: ensayos sobre la novela moderna（1990）
 『嘘から出たまこと』（寺尾隆吉訳、現代企画室 2010年）
- Contra viento y marea 3 （1990)
- El pez en el agua. Memorias (1993)
 『水を得た魚　バルガス・ジョサ自伝』（寺尾隆吉訳、水声社 2016年）
- La utopía arcaica: José María Arguedas y las ficciones del indigenismo (1996)
- Cartas a un joven novelista (1997) 
 『若い小説家に宛てた手紙』（木村榮一訳、新潮社 2000年）
- El lenguaje de la pasión (2001)
- La tentación de lo imposible|La tentación de lo imposible  (2004)
- El Pregón de Sevilla (2007)
- El Viaje a la Ficcion (2009)
- Making Waves-（3巻で刊行されたエッセイ集Contra viento y mareaからJohn Kingが抜粋、英訳）
- 『プリンストン大学で文学／政治を語る　バルガス＝リョサ特別講義』（立林良一訳、河出書房新社、2019年）

### その他
- Los Jaivas - "Alturas de Macchu Picchu" (1981) - チリのロック・バンド Los Jaivas の演奏のテレビ放送映像。2005年にDVDとして発売されている。Pablo Neruda の叙事詩を題材にした作品 "Alturas de Macchu Picchu" について、現地のマチュピチュにて解説者として出演。